# Ганьковцы
Га́ньковцы (укр. Ганьківці) — село в Заболотовской поселковой общине Коломыйского района Ивано-Франковской области Украины.
Население по переписи 2001 года составляло 1702 человека. Занимает площадь 16,5 км². Почтовый индекс — 78320. Телефонный код — 03476.